# Montagny-Sainte-Félicité
Montagny-Sainte-Félicité település Franciaországban, Oise megyében. Lakosainak száma 431 fő (2022. január 1.). Montagny-Sainte-Félicité Baron, Ermenonville, Fontaine-Chaalis, Montlognon, Nanteuil-le-Haudouin, Le Plessis-Belleville, Silly-le-Long és Versigny községekkel határos.

## Népesség
A település népességének változása:
| Lakosok száma | 412  | 422  | 435  | 417  | 415  | 412  | 420  | 423  | 431  |
|               | 2013 | 2015 | 2016 | 2017 | 2018 | 2019 | 2020 | 2021 | 2022 |